# Музыка, Виталий Николаевич
Виталий Николаевич Музы́ка (укр. Віталій Миколайович Музика; 9 декабря 1948, Харьков — 15 января 2009, Харьков) — советский и украинский деятель правоохранительных органов, начальник Управления министерства внутренних дел Украины в Харьковской области в 1994—1999 годах. С его деятельностью связывается победа над организованной преступностью в Харькове в начале 1990-х годов. Генерал-лейтенант милиции (1999).

## Биография

### Начало карьеры
Виталий Музыка родился 9 декабря 1948 года в Харькове. В семнадцатилетнем возрасте поступил в Харьковское пожарно-техническое училище МВД СССР, которое окончил в 1969 году. В течение двух лет работал в пожарной охране, в частности, начальником караула первой самостоятельной военизированной пожарной части Дзержинского района города Харькова. Позже перешёл на оперативную работу в милицию. Последовательно занимал должности инспектора и старшего инспектора отдела уголовного розыска УВД Харькова, инспектора уголовного розыска спецкомендатуры по Дзержинскому РОВД, старшего инспектора и начальника отделения уголовного розыска УВД Харькова, заместителя начальника отдела уголовного розыска УВД Харькова. Параллельно с работой в милиции получал высшее образование в Харьковском юридическом институте имени Ф. Е. Дзержинского, который окончил в 1974 году. В начале 1980-х годов, из-за увеличения числа квартирных краж в городе, Виталий Музыка предложил создать общегородское подразделение по противодействию оным. Это экспериментальное подразделение оказалось очень эффективным, и стало известно на весь СССР. С 1985 года работал заместителем начальника УВД Харькова.
В 1990 году в звании полковника Музыка вновь возглавил харьковское отделение шестого управления МВД, которое предназначалось для борьбы с организованной преступностью. В следующем году возглавил базирующийся в Харькове межрегиональный отдел по борьбе с организованной преступностью. В 1992 году противодействием организованной преступности стала заниматься Служба безопасности Украины, поэтому Музыка перешёл в это ведомство, где стал заместителем начальника управления по Харьковской области. Журналист Александр Помиткин отмечал, что хотя деятельность отдела Музыки и встретила определённое противодействие со стороны областного управления Министерства внутренних дел под руководством Александра Бандурки, именно благодаря эффективной деятельности Виталия Музыки в Харькове в 1991—1993 годах удалось победить организованную преступность.

### Председатель областного управления
Успешная деятельность Виталия Музыки была отмечена руководством, и после отставки в 1994 году Александра Бандурки в августе того же года возглавил Управление министерства внутренних дел Украины в Харьковской области. Тогда же ему было присвоено специальное звание генерал-майора милиции. Во время руководства Музыки борьба с организованной преступностью оставалась приоритетным направлением. Поэтому, как отмечал один из преемников Музыки — Станислав Денисюк, Харьков имел репутацию «милицейского города» и даже преступники «гастролёры» его обходили.
Во время руководства Виталия Музыки были открыты новые здания для научно-исследовательского экспертно-криминалистического центра и управления по борьбе с организованной преступностью. Для специализированного монтажно-эксплутационного управления ГАИ Виталий Музыка выделил новое помещение, а также он способствовал открытию четвёртого корпуса управления ГАИ. Занимался социальными вопросами ведомства, создал ведомственный центр социальной работы «Злагода», который, в первую очередь, занимался помощью ветеранам милиции. Большое внимание уделял чествованию памяти погибших работников милиции и помощи их семьям. По инициативе Виталия Музыки был построен мемориальный комплекс, в который входят: Памятник милиционерам, погибшим в борьбе с преступностью, Музей истории милиции и Архангело-Михайловская часовня. Сам Виталий Музыка был глубоко верующим христианином, его лично крестил митрополит Харьковский и Богодуховский Никодим. Также Музыка заботился об улучшении жилищных условий работников, для чего было построено четыре жилых дома и секция многоэтажного дома на 280 квартир.
За время его руководства в харьковской милиции были созданы новые подразделения — муниципальная милиция и велосипедный взвод. Имея целью повысить специальную физическую и боевую подготовку работников ведомства, Виталий Музыка начал строительство специального полигона. В 1996 году был создан Учебный центр подготовки работников органов внутренних дел. Также в 1995—2000 годах возглавлял Харьковскую областную организацию Физкультурно-спортивного общества «Динамо» Украины.
В 1998 году произошёл конфликт между Виталием Музыкой и его предшественником Александром Бандуркой, в то время народным депутатом Украины и ректором Харьковского университета внутренних дел. После того как Бандурка в одном из интервью заявил, что Музыка достиг такого успеха в борьбе с организованной преступностью из-за того, что был его учеником, Музыка дал несколько интервью, где заявил, что ничему хорошему у Бандурки он не научился и намекнул на коррумпированность и злоупотребления своего предшественника.
Указом Президента Украины от 21 января 1999 года Виталию Музыке было присвоено специальное звание Генерал-лейтенанта милиции. В том же году он снова поднял вопрос о коррупции среди высшего руководства милиции. После этого от Министерства внутренних дел в Харьков приехала комиссия, которая выявила у Музыки «недостатки в работе с личным составом», в результате чего его отправили в отставку. Журналист Александр Помиткин, хотя и называл решение комиссии верным, учитывая многочисленные злоупотребления харьковских милиционеров, но считал реальной причиной отставки Музыки его конфликт с Бандуркой и близкие отношения последнего с тогдашним министром внутренних дел — Юрием Кравченко.

### Дальнейшая жизнь и память
После отставки оставался влиятельным человеком, поддерживая много важных связей как в регионе, так и в столице. В частности дружил с бывшим главой СБУ Владимиром Радченко. Имел большое уважение среди харьковских милиционеров, многие из которых считали его своим наставником.
Умер Виталий Музыка в Харькове 15 января 2009 года от сердечного приступа. Гражданскую панихиду провели во Дворце Культуры Главного управления МВД в Харьковской области, а похоронили Музыку на Втором городском кладбище Харькова. На могиле в том же году был установлен памятник, который 6 декабря освятил архиепископ Изюмский Онуфрий.
На фасаде здания Национального университета гражданской защиты Украины 20 сентября 2017 года была установлена мемориальная доска Виталию Музыке за авторством скульптора Александра Ридного.

## Награды
- орден «За заслуги» III степени (1997)[15]
- медаль «За военную службу Украине»[7]
- отличие МВД «Рыцарь Закона[укр.]» (2008)[16]
- награда МВД медаль «За доблесть и отвагу в службе уголовного розыска» I степени (2008)[16]
- заслуженный работник МВД[7]
- почётное отличие Харьковского областного совета «Слобожанская слава[укр.]» (2008)[6]